# Landwirtschaftliche Vergleichszahl
Die Landwirtschaftliche Vergleichszahl (LVZ) beschreibt die ungefähre landwirtschaftliche oder gärtnerische Ertragsfähigkeit eines landwirtschaftlichen Betriebes auf Basis des am 16. Oktober 1934 erlassenen Gesetzes über die Bewertung des Kulturbodens.
Die Berechnung der LVZ umfasst dabei Faktoren wie: 
- Bodenfruchtbarkeit (Bodenpunkte)
- allgemeine Bodenbeschaffenheit
- Bodenqualität
- klimatischen Bedingungen
- Bewässerung des Bodens
- Nutzung
- Betriebsgröße
- Entfernung der Flächen vom Betriebssitz

Dieses System ermöglicht eine möglichst objektive Einschätzung sowie eine hinreichend gute Vergleichbarkeit zwischen verschiedenen Betrieben.
Auch bei der Subvention von landwirtschaftlichen Betrieben wird die LVZ mit einbezogen.